# بلای یکم
بِلای یکم (به مجاری: I. Béla) (زادهٔ پیرامون ۱۰۱۶ میلادی - درگذشتهٔ ۱۰۶۳ میلادی) پادشاه مجارستان از ۱۰۶۰ میلادی تا زمان مرگش بود.

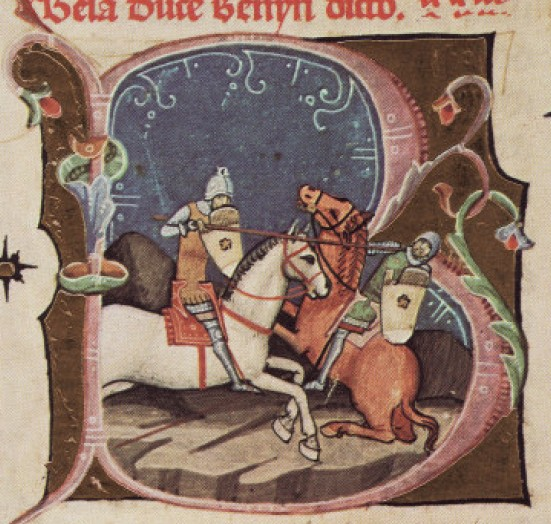
نگاره‌ای از بِلای یکم در حال نبرد

او از شاخه‌ای فرعی از دودمان آرپاد بود و هفده سال از زندگی‌اش را در تبعید گذرانده‌بود. هنگامی که برادر او -آندراش یکم- به شاهی رسید، او از تبعید بازگشت و ولیعهد برادر خوانده شد؛ ولی چون نمی‌توانست جانشینی پسر آندراش -شالامون- را پس از خود برتابد، بر آندراش شورید و توانست خود به پادشاهی برسد.